# Engañada
Engañada é uma telenovela venezuelana exibida em 2003 pela Venevisión.

## Elenco
- Verónica Schneider - Marisela Ruiz Montero
- Jorge Aravena - Gabriel Reyes Bustamente
- Dessideria D'Caro - Isadora Valderrama Rengifo
- Karl Hoffman - Alfonso Malavé
- Yanis Chimaras - Fernando Valderrama
- Jorge Palacios - Ignacio / Braulio
- Carlota Sosa - Flavia Rengifo de Valderrama
- Raúl Amundaray - Raúl
- Gigi Zanchetta - Arelys Anselmi
- Eduardo Luna - Diego Núñez
- Alberto Alifa - Reynaldo Cárdenas
- Alejandro Chabán - Daniel Viloria Ruiz Montero
- Ana Corina Milman - Coralito
- Ana Massimo - La Nena Monsalve
- Asdrúbal Blanco - Marcos Blanco
- Astrid Carolina Herrera - Yolanda
- Bebsabe Duque - Nancy
- Caridad Canelón - Aurora Leal
- Carlos Augusto Maldonado - Víctor Manuel Peñaloza
- Carlos Olivier - Miguel Pantoja
- Chelo Rodríguez
- Daniel Elbitar -  Ricardo Viloria Ruiz Montero
- Daniela Bascope -  Gabriela Inés Reyes Valderrama
- Estelín Betancor - Laura Rengifo de Ruiz Montero
- Federico Moros - Cristian Pantoja Anselmi
- Fernando Villate
- Gabriel Parisi -  Giancarlo Núñez Anzola
- Gabriela Guédez - Diana
- Guadalupe Quintana - Carla
- Janín Barboza - Patricia Anzola
- Javier Rivero - René
- Jhonny Zapata - Eloy Cedeño
- Jimmy Verdum - Percy Pantoja
- Johana Morales - Abril Jiménez
- Josué Villae - Tomás
- Judith Vásquez - Raiza
- Kassandra Topper - Mirna Mogollón
- Luis Manuel Nessy - Rambo
- Luis Pérez Pons - Guillermo
- Luisana Beiloune - Isabella Malavé
- Maritza Bustamante - Jennifer Cárdenas
- Mauricio González - Ramón Jiménez
- Metzly Gallardo - Lourdes Santaella
- Milena Santander - Candela
- Patricia Oliveros - Yajaira
- Pedro Lander - Padre Juan
- Rafael Romero - Jesús Viloria
- Regino Jiménez - Padre Venancio
- Reina Hinojosa - Chela
- Roberto Messutti - Sergio Monasterios
- Vanessa Fanessi - Celine
- Yajaira Orta - Bernarda Jiménez
- Yenny Valdez - Cachita